# Ratpenat frugívor pigmeu
El ratpenat frugívor pigmeu (Aethalops alecto) és una espècie de ratpenat de la família dels pteropòdids. Viu a Singapur, Indonèsia i Malàisia. El seu hàbitat natural són els boscos de turons i de l'estatge montà. Està amenaçat per la tala d'arbres, la conversió de terres per l'agricultura i la mineria de carbó. El seu nom específic fa referència a Al·lecto, una de les tres Fúries de la mitologia grega.